# Visegrado
Visegrado (em húngaro: Visegrád, [ˈviʃɛɡrɒːd]) é um vilarejo no Condado de Peste, na Hungria, localizado ao norte de Budapeste, na margem direita do Danúbio (na chamada Curva do Danúbio). Sua população é de 1 654 habitantes (2001). O local é famoso pelas ruínas do renascentista palácio de verão do Rei Matias Corvino e da cidadela medieval.
Em 1335, o Rei Carlos Roberto fez de Visegrado a capital da Hungria; dez anos depois, reuniu-se ali com o rei da Boêmia, João de Luxemburgo, e com o rei da Polônia, Casimiro III, que resultou numa aliança militar húngaro-polonesa contra os Habsburgos.
O local perdeu importância quando a Hungria foi partilhada entre o Império Habsburgo, o Império Otomano e o Principado da Transilvânia.
Em 1991, os governantes da Hungria, da Tchecoslováquia e da Polônia reuniram-se ali para criar um foro periódico de concertação, numa alusão ao encontro de 1335.
O nome tem origem eslava e significa "cidade alta" ou "castelo alto".